# Mandia
Mandia è una frazione del comune di Ascea, in provincia di Salerno.

## Geografia fisica
L'abitato di Mandia, che ha circa 220 abitanti, sorge nel cuore del Parco Nazionale del Cilento, Vallo di Diano e Alburni, su una collina di 510 m. sul livello del mare, prospiciente la torre di Velia-Elea, contornata da due fiumi che a valle del paese confluiscono a formare l'Alento. È immersa nel verde della macchia mediterranea e degli olivi secolari di alto fusto. A monte del paese il territorio è coperto da vaste estensioni di castagneti. A valle, il terreno a gradoni è coltivato prevalentemente a fagioli che, anticamente, insieme alle castagne, erano merce di scambio molto apprezzata dai paesi rivieraschi.
I principali prodotti del paese sono quelli legati all'agricoltura. Si possono trovare ottimi fagioli secchi, tra cui la varietà locale più richiesta è detta “ tabbaccuogni”, marroni durante il periodo delle castagne, buon olio di oliva privo di fitofarmaci, formaggio caprino, funghi in abbondanza, asparagi, more, pomodori, melanzane e peperoni. Numerose sono le sorgenti, a monte e a valle del paese, le cui acque sono da sempre potabili.

## Storia
Probabilmente la presenza dei greci approdati sulle coste cilentane e successivamente l'influenza dell'Impero Romano radicato in tutto il territorio, spiegano la possibilità di un primo insediamento urbanistico che può confermare l'esistenza di Mandia. La prima menzione ufficiale della sua esistenza risale al 1187, anche se lo stesso toponimo risulta esistente già in altri documenti risalenti ad anni precedenti. Le origini del nome Mandia (Mannìa nel dialetto locale) non sono certe. Potrebbe derivare da “mandia”, termine antico e desueto per indicare il mantello monastico nero con angoli ornati di velluto o seta di colore viola scuro o rosso cupo, usato nei riti della Chiesa orientale; oppure dalla forma dialettale antica di “magnìa, mannìa, magna” ad indicare un luogo di transumanza per il bestiame, come pure da “mandra”, variante di "mandria", e significare quindi il luogo dove trovavano riposo i pastori, custodi della mandria. Infine l'origine potrebbe derivare da “manna”. La manna è una secrezione, dal gusto delicato e gradevole, prodotta dall'incisione della corteccia di alcuni alberi della famiglia dei frassini, che anticamente crescevano spontanei nella zona.
D'altra parte già nel 1103 uno dei figli di Pandolfo, signore di Capaccio, si chiamava Guglielmo de Mannia e diventò Signore di Novi (l'attuale Novi Velia).
Sicuramente Mandia fu messa a ferro e fuoco dai soldati al seguito degli Aragonesi di Sicilia tra il 1290 e il 1291, tant'è che Carlo II d’Angiò, re di Napoli, per favorirne di nuovo l'insediamento, concesse agli abitanti l'esonero fiscale totale. Probabilmente fu parzialmente distrutta dal terremoto che nel settembre 1664 colpì buona parte delle terre più a sud della Baronia del Cilento. Infatti, ancora oggi è possibile leggere un'antica frase scritta sulle pareti di un'abitazione, probabilmente riportata da un parroco del paese, il quale volle ricordare la ricostruzione del casale dopo il terremoto: "Grazie a Dio, questa casa nacque sotto le proprie rovine. 1667. Don A...(?) ". La frase appena espressa è stata facilmente interpretata grazie alla tradizione orale e recuperata in buona parte dagli attuali proprietari di quell'abitazione.
La peste bubbonica dell'anno 1656, presente ormai in tutto il Regno, fece strage degli abitanti, tanto che non furono contati nel censimento di quell'anno. Il Casale di Mandia venne ripulito o "sanato" solo qualche anno dopo la fine della peste e i corpi delle vittime vennero sepolti e/o bruciati fuori dalle mura del paese. Non è stato possibile recuperare i registri dei nomi delle vittime della peste (registro dei morti), probabilmente per la morte precoce dello stesso parroco oppure a causa dello smarrimento degli stessi.
L'introduzione della tassa sui fuochi (focatico) nel 1443 da parte di Alfonso d'Aragona, re di Napoli, permise di tenere aggiornato il numero delle famiglie e degli abitanti. Così sappiamo che nel 1532 c'erano 32 fuochi (160 abitanti), nel 1648 solo 16 fuochi (80 abitanti) e nel 1802 il numero degli abitanti di Mandia era di 140.
Poco resta degli antichi fortilizi del paese, che, benché povero, ebbe una sua collocazione territoriale e strategica. Il Giustiniani ai primi dell'800 scrive che il casale di Mandia era fortificato “con due porte, una verso levante, un'altra verso occidente. In mezzo tiene un'alta torre e vi si osservano i suoi fossati”. Oggi possiamo osservare le mura di cinta e le torri descritte, parzialmente rovinate dalle mani dell'uomo.
Mandia, come tanti altri paesi del Cilento, partecipò attivamente a quelli che si definirono "i moti carbonari" del 1828 e del 1848 e si contraddistinse successivamente per la causa che favorì la realizzazione dell'Unità d'Italia (1861). Si ha notizia che a Mandia venne piantato "l'albero della libertà", simbolo della rivoluzione dei moti del 1848.
Di interesse storico è l'atto di compravendita della montagna di Mandia.
L'Atto di compravendita della "Montagna detta di Mandia" è un documento di grande respiro storico e giuridico. L'atto stipulato alla fine del 1800 in qualche modo si rifà alle tecniche e ai metodi di coltivazione delle Associazioni Consortili Acricole sorte in alcune aree del Cilento intorno al 1400. Coloro che comprano il territorio (circa 150 ettari) decidono di diventare comproprietari di tutto il territorio acquistato, rinunciando alla singola proprietà a favore del possesso in comunione. Ciò significava sacrificare il possedimento di un piccolo appezzamento di terra, che poteva anche bastare ai bisogni della famiglia, a favore della possibilità che tutti, sulla base delle proprie capacità, della forza lavoro, delle attitudini, potessero utilizzare il bene comune per trarne il massimo beneficio. Il prodotto del lavoro del singolo veniva, a sua volta, ridistribuito come quota-parte in beni o in moneta a tutti i comproprietari. Solo per un breve periodo dell'anno l'assegnatario di un fondo godeva del pieno possesso dello stesso (dal 4 ottobre al 21 novembre). Il "modello Mandia" fu copiato ed esportato in altre aree del Cilento.

## Siti d'interesse

Cappella della Vergine del Principio.

- Cappella della Vergine del Principio.
- Chiesa dedicata a San Giovanni Battista.
- Sorgenti "Le Pantane".

## Festività
Durante l'anno si svolgono varie festività e tra le più importanti si ricordano le seguenti:
- Madonna del Principio: il martedì dopo Pasqua - il martedì dopo la Pentecoste.
- Santo Patrono "San Giovanni Battista": natività 24 giugno - martirio 29 e 30 agosto.
- Festa degli Antichi Sapori: 18, 19 e 20 agosto di tutti gli anni.
- Madonna del Carmelo: la prima domenica di ottobre.
- Festività natalizie: 24 dicembre preparazione del falò tradizionale natalizio - 6 gennaio termine delle festività natalizie.